# Reprografie
De reprografie (Latijn: reproducere, opnieuw voortbrengen; Grieks: graphein, schrijven) is de internationaal aanvaarde verzamelnaam voor alle technieken die gebruikmaken van de inwerking van licht, ultraviolet- of infraroodstraling op een hiervoor gevoelig materiaal voor het maken van (foto)kopieën van geschreven, gedrukte, getekende of fotografisch vervaardigde originelen. In minder exacte zin worden ook druktechnieken als stencildruk, klein-offsetdruk en vermenigvuldiging door middel van carbonpapier of zelfkopiërend papier onder het begrip reprografie samengevat. Het onderscheid tussen reprografie in strikte zin en druktechnieken is vervaagd sinds kopieerapparaten op grote schaal worden gebruikt voor het vervaardigen van een grote oplage. Anderzijds vinden reprografische technieken toepassing voor het vervaardigen van drukvormen voor kantoordruk.

## Methoden
In de reprografie in strikte zin onderscheidt men naar de wijze waarop de beeldoverdracht plaatsvindt, diverse methoden:
- Contactmethode, gebaseerd op doorstraling en reflectie
- Optische methode, gebruikmakend van lenzen en spiegels
- Directe methode, waarbij rechtstreeks een kopie van het origineel ontstaat
- Indirecte methode, waarbij via een tussenkopie een afdruk van het origineel ontstaat

Zowel de contactmethode als de optische methode kan direct of indirect zijn. Voorts worden reproductiemethoden onderscheiden in natte, halfnatte en droge systemen, afhankelijk van de aard van de gebruikte ontwikkelstof. De belangrijkste moderne technieken zijn lichtdruk, elektrografie (wordt toegepast in de kopieermachine) en thermografie.
De snelle opkomst die de reprografie vooral sedert de jaren '50 van de 20e eeuw heeft doorgemaakt na de introductie van de vrijwel automatisch verlopende elektrografische en thermografische technieken heeft het probleem van het auteursrecht op de originelen actueel gemaakt.